# Michael Habeck
Michael Habeck (Bad Grönenbach, 23 de abril de 1944 - Münich, 4 de fevereiro de 2011) foi um ator e dublador alemão.
Atuou em filmes como The Name of the Rose e Asterix in Amerika, mas ficou conhecido pela dublagem, em língua alemã, de Oliver Hardy depois que Bruno W. Pantel morreu.